# Cosmic-Ray Extremely Distributed Observatory
Cosmic-Ray Extremely Distributed Observatory (CREDO) (česky Extrémně rozptýlená observatoř kosmických paprsků) je vědecký projekt zahájený koncem srpna 2016 polskými vědci z Ústavu jaderné fyziky PAS v Krakově (vědci z České republiky, Slovenska a Maďarska se rovněž zapojili do projektu) k detekci kosmických paprsků a hledání temné hmoty. Cílem je zapojit co nejvíce lidí do konstrukce globálního detektoru kosmického záření. Díky senzoru citlivému na světlo a modulu GPS funguje smartphone nejlépe jako detektor dopadajících částic z prostoru.